# Tovabergets naturreservat
Tovaberget är ett naturreservat i Falköpings kommun i Västergötland.
Reservatet ligger nordväst om Stenstorp. Det avsattes som naturreservat 2000 och omfattar 32 hektar.  

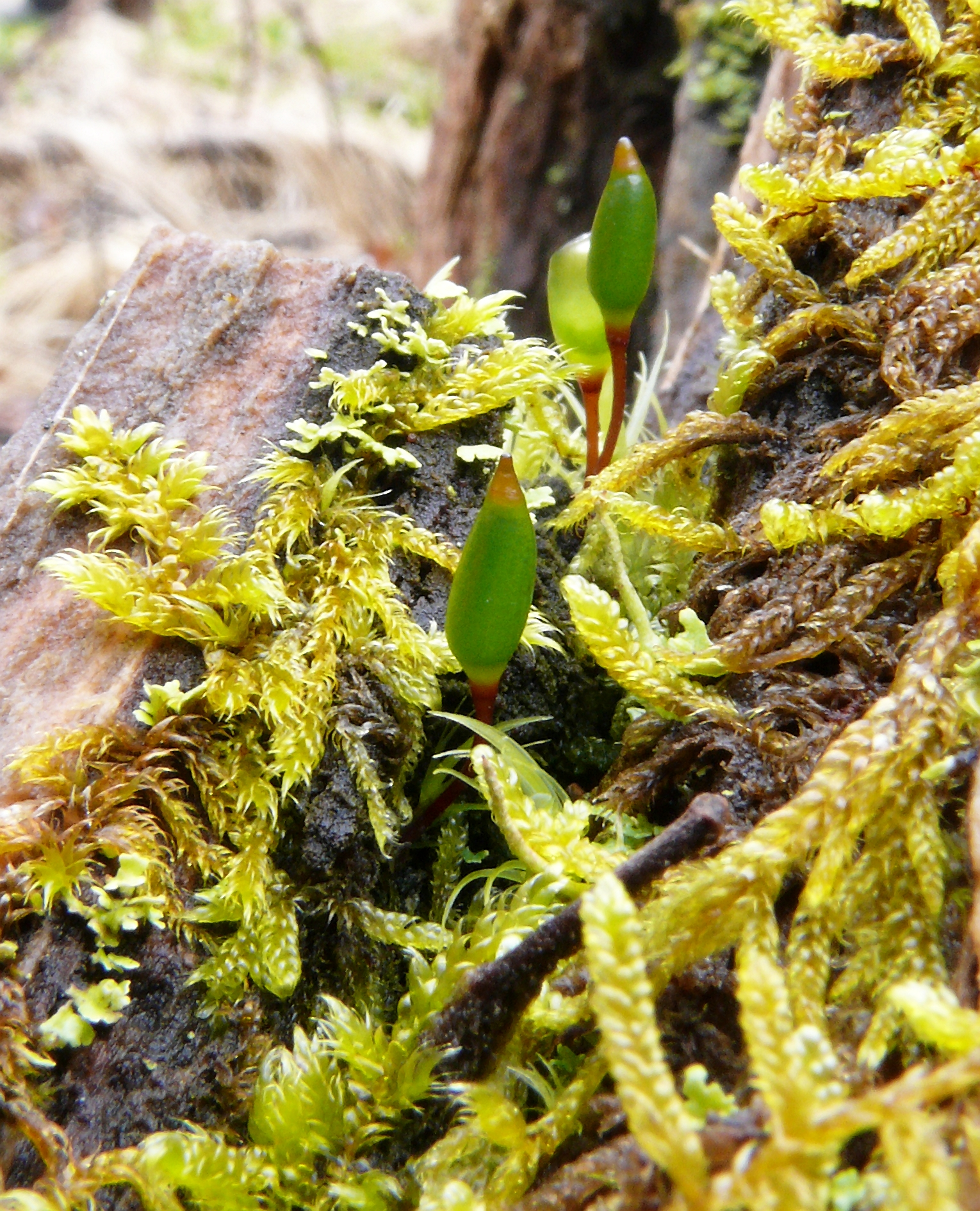
Grön sköldmossa

Naturreservatet ligger på Tovabergets västsluttning, väster om Häggum. Det omfattar även en del av platåberget mellan Brunnhemsberget och södra delen av Billingen. På den magra diabasplatån växer grannaturskog med inslag av björk och tallar. Där finns även rikligt med död ved i form av lågor och torrträd. Till stora delar består området av natursumpskog. Det finns en lång sträcka klibbalskog längs den slingrande Korstorpsbäcken.
I reservatet finns tre rikkärr där det växer majviva, kärrknipprot, flugblomster, tätört och slåtterblomma. Nedanför den blockrika rasbranten i öster växer gammal grov granskog med inslag lind, lönn, fågelbär och ek. Där finns även gyllenmossa, piprensarmossa och de rödlistade arterna sumpäggsvamp och rikkärrsgrynsnäcka.
Området ingår i EU:s ekologiska nätverk av skyddade områden, Natura 2000.